# Sara Fanelli
Sara Fanelli (Florence, 20 juli 1969) is een Italiaanse schrijver van kinderboeken.

## Leven
Na haar middelbareschoolopleiding aan het Liceo Classica Michelangelo in Florence verhuisde Fanelli naar Londen. Ze studeerde er eerst grafische vormgeving aan het Camberwell College of Art. Twee jaar later behaalde ze haar Master Illustratie aan het Royal College of Art – ook in Londen, waar ze nog steeds woont.
Fanelli illustreert kinderboeken en maakt illustraties voor verschillende kranten, waaronder The New York Times en The Independent on Sunday. Ze werkt ook in opdracht The Royal Mail, BBC Worldwide en Tate Modern. In 2006 maakt ze voor deze laatste opdrachtgever bijvoorbeeld een 40 meter lange tijdslijn en versierde ze vier ingangen naar de verschillende galerijen voor de permanente collectie van Tate Modern.

## Werk
Fanelli debuteerde in 1994 met het boek Knoop, waarin een rode knoop de wereld wil zien en op avontuur trekt. In dat boek, waarvoor ze een National Art Library Illustration Award krijgt, valt haar speelse en inventieve stijl al op. In 2003 gooit ze hoge ogen met haar illustraties bij Pinocchio, opnieuw goed voor een National Art Library Illustration Award. Ze is ook de eerste vrouwelijke illustrator die een Royal Designers for Industry onderscheiding krijgt.
Fanelli haalt inspiratie voor haar illustraties uit allerlei culturen, ook de Italiaanse. Zo lijken haar figuurtjes vaak op marionetten, waarmee ze is opgegroeid in haar geboortestad. Fanelli werkt het liefst met collages en gebruikt hiervoor diverse materialen: snoeppapiertjes, vergeelde kranten, boodschappenbriefjes en foto’s van zichzelf als kind. Ze integreert ook graag oude objecten in haar collages, zoals postzegels van vroeger en bonnetjes met een oude munteenheid, om ze een archaïsch gevoel te geven. Haar collages staan vaak tegen een felgekleurde achtergrond en worden aangevuld met doodles.
Ze is opgegroeid met surrealistische boeken en die invloed schijnt ook door in haar prenten.

## Bekroningen
- 1994: National Art Library Illustration Award voor Knoop
- 2003: National Art Library Illustration Award voor Pinocchio
- 2006: Royal Designers for Industry[1]